# Top venti
Top venti è stato un programma televisivo musicale trasmesso dal 28 novembre 1990 su Italia 1, con la conduzione di Emanuela Folliero.
Andò in onda inizialmente in seconda serata e successivamente all'interno del contenitore pomeridiano Unomania.
Il programma si occupava dei 33 giri più venduti, i primi venti in classifica secondo TV Sorrisi e Canzoni. Venivano inoltre trasmesse delle interviste a cantanti, realizzate da Maurizio Catalani; Patrizia Ricci curava una rubrica dedicata agli artisti emergenti.
Tra i cantanti ci fu anche Jovanotti, che presentò la canzone Una tribù che balla, tratta dall'omonimo album pubblicato nel 1991, accompagnato dal suo storico collaboratore Saturnino al basso e da Augusto Martelli (anche lui presente in trasmissione con questa canzone) al pianoforte.